# Ona U

Ona U normal (cliqueu)

L' ona "U" és un tipus d'ona en un electrocardiograma (ECG). Arriba després de l'ona T de repolarització ventricular i no sempre s'observa com a resultat de la seva petita mida. Es creu que les ones "U" representen la repolarització de les fibres de Purkinje. Tanmateix, la font exacta de l'ona U encara no està clara. Les teories més comunes sobre l'origen són:
- Repolarització retardada de les fibres de Purkinje
- Repolarització prolongada de cèl·lules M del miocardi mitjà
- Potencials posteriors resultants de forces mecàniques a la paret ventricular
- La repolarització del múscul papil·lar.[3]

## Descripció

Diagrama que mostra les característiques de l'electrocardiograma

Una ona "U" tal com es veu a l'electrocardiograma (ECG)

Segons V. Gorshkov-Cantacuzene:
"L'ona U és l'impuls que porta la sang a les artèries coronàries i als vasos sanguinis".
La resistivitat de la sang estacionària s'expressa com {\displaystyle \left({\text{Ht}}\right)=|{\text{Ht}}\cdot (1+\alpha {\text{Ht}})}, on {\displaystyle \alpha } és un coeficient, i {\displaystyle {\text{Ht}}} és l'hematocrit ; en aquest moment, com durant l'acceleració del flux sanguini, es produeix una forta disminució de la resistència longitudinal amb petits temps de relaxació.
No obstant això, múltiples factors afecten la resistivitat de la sang. L' agregació d'eritròcits es produeix a baixes taxes de cisalla i implica que per a tots els vasos (a excepció de les venes grans) l'efecte de l'agregació és irrellevant. L'interior d'un vas sanguini inclou una capa de plasma propera a la paret (anomenada lubricant), la mida de la qual depèn estrictament del criteri de Reynold i de la velocitat de cisalla de la sang que flueix. Atès que el gruix d'aquesta capa a tots els vasos sanguinis (excepte els capil·lars) és inferior a 5 micres i la resistivitat del plasma és dues vegades menor que a la sang, llavors, segons l'esquema d'inserció paral·lela, la contribució d'aquesta capa a la resistivitat és insignificant. En reduir la velocitat dels perfils de flux sanguini, la dependència de Ht del radi del vas es fa més allargada. Tanmateix, a valors normals de Ht, l'efecte també és insignificant. Amb taxes de cisalla prou altes, els glòbuls vermells es tornen susceptibles a la deformació. La contribució d'aquest fenomen és difícil d'avaluar perquè està present en el fons de tots els efectes anteriors. Tanmateix, fins i tot la suma de tots aquests factors té poc efecte sobre la resistivitat de la sang.
Es dedueix que en el moment de l'ejecció de la sang del ventricle esquerre, part del pols s'emporta, perquè no hi ha resistivitat elèctrica de la sang, que augmenta gradualment a les artèries coronàries i als vasos sanguinis. L'ona U és l'impuls que transporta la sang a les artèries coronàries i als vasos sanguinis. És possible tornar aquest impuls a les fibres de Purkinje al llarg dels vasos del miocardi. Aquesta idea també es demostra pel fet que la hipertròfia del ventricle esquerre, la isquèmia miocàrdica, la coronària i la insuficiència tenen impuls, no hi ha possibilitat de passar a les fibres de Purkinje, per tant, l'ECG va registrar una ona U negativa.

## Interpretació

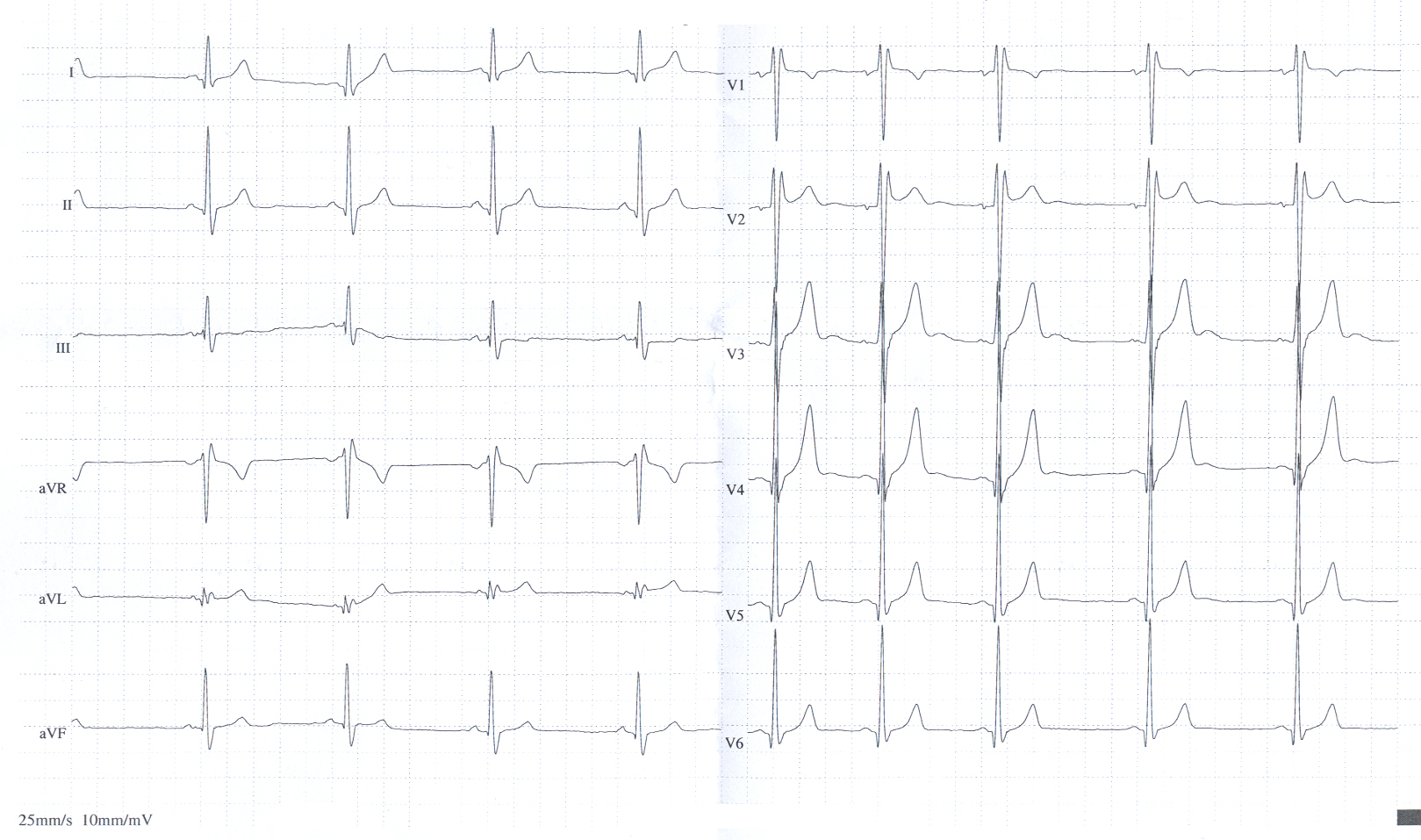
Un electrocardiograma d'un home de 18 anys que mostra ones "U", més evidents a la derivació V3.

Segons molts estudis  , les ones U solen registrar-se a totes les derivacions excepte V6, més freqüentment a V2 i V3 quan la freqüència cardíaca és superior a 96 batecs per minut. La seva amplitud és sovint de 0,1 a 0,33 mV. Particularment difícil és l'assignació dels límits de l'ona U al fons de l'ona T i l'ona R, que poden parcialment o completar (en el cas de l'ona T) la fusió. Els valors més alts de freqüència cardíaca o d'ona U d'hipocalcèmia se superposen a l'ona T i, en la taquicàrdia, es fusiona amb l'ona R del següent cicle cardíac.
Les ones U prominents (les ones U es descriuen com a prominents si són més d'1-2 mm o el 25% de l'alçada de l'ona T.) es veuen amb més freqüència en la hipopotasèmia, però poden estar presents en la hipercalcèmia, la tirotoxicosi o l'exposició a digitals., epinefrina i antiarrítmics de classe 1A i 3, així com en la síndrome del QT llarg congènita, i en el context d'hemorràgia intracranial.
Una ona U invertida pot representar una isquèmia miocàrdica (i especialment sembla tenir una alta precisió predictiva positiva per a la malaltia de l'artèria coronària descendent anterior esquerra) o una sobrecàrrega de volum ventricular esquerre.
De vegades es pot veure una ona U en individus normals més joves i atlètics. L'ona U augmenta en adults més grans i menys esportius.

## Tipus d'intervals ECG

### ECG: intervals, segments i ones (feu clic a la imatge)
|  |  |  |  |  |
|  |  |  |  |  |